# Pedro José Prado Jaraquemada
Pedro José Prado Jaraquemada (Santiago, abril de 1754-¿?, 3 de octubre de 1827) fue un patriota chileno de la independencia.

## Primeros años de vida
Fue hijo de José Miguel de Prado y Covarrubias y de María Rosario de Jaraquemada y Cisternas.
Se casó con Mercedes de la Sotta del Águila y después con Concepción Montaner y Astorga.Dejó descendencia en ambos matrimonios, entre ellos, el ex parlamentario Pedro José Prado y Montaner.

### Vida pública
En 1782 fue alcalde ordinario del Cabildo de Santiago.
A inicios del año 1800, llegó a coronel del Regimiento de Caballería de Milicias "La Princesa", con cuyo uniforme fue retratado por un anónimo artista hacia 1800. Fue uno de los personajes más conspicuos de la sociedad chilena, a fines de la época colonial; de gran influencia y popularidad.
El 18 de septiembre de 1810 asistió al Cabildo Abierto, que decidió el rumbo político del Reino; asumió una prudente postura conservadora. Con la llegada a Chile de su pariente, José Miguel Carrera, se inclinó a la causa emancipadora.
Participó y firmó el Reglamento Constitucional Provisorio, sancionado el 26 de octubre de 1812.
Comandó en las primeras etapas de la independencia de Chile un cuerpo de milicias llamado De La Princesa. Fue miembro de tres juntas de gobierno, dos en 1812 y una en 1813. Fue presidente de la junta de 1812 del 3 de noviembre de 1812 al 6 de diciembre de 1812. 
Después del desastre de Rancagua, en 1814, fue deportado por Casimiro Marcó del Pont, al archipiélago de Juan Fernández, regresando de allí, poco antes de la batalla de Chacabuco.
En calidad de coronel de milicias, al mando de 300 efectivos de caballería, participó en la batalla de Maipú, donde hizo prisionero al coronel Antonio Morgado. En el Museo del Carmen de Maipú está su retrato.
En 1824 se integró a la Cámara de Diputados como miembro suplente.